# دبردان علیا
دبردان علیا یکی از روستاهای استان آذربایجان شرقی است که در دهستان چاراویماق مرکزی بخش مرکزی شهرستان چاراویماق واقع شده‌است.

## تحصیلات
در این روستا افرادی چون شهرام قلی پور تا پایان مقطع ابتدایی تحصیل کرده‌است.